# Bruce Bickford (animateur)
Pour les articles homonymes, voir Bruce Bickford et Bickford.
Bruce Bickford, né le 11 février 1947 à Seattle et mort le 28 avril 2019 à Burien, est un cinéaste d'animation américain travaillant principalement en animation de pâte à modeler. Il collabore avec Frank Zappa de 1974 à 1980.

## Biographie
Sa vie et son travail ont été présentés dans le documentaire biographique de 2004, Monster Road, réalisé par Brett Ingram.
En 2006, il travaille sur Boar's Head / Whore's Bed, Tales of the Green River et Castle 2001, un long métrage animé à l'aide de formes 3D réalisées à partir de morceaux de papier.
Prometheus 'Garden, un court métrage de 28 minutes achevé à l'origine en 1988, sort en 2008. Le DVD contient également Luck of a Foghorn, un documentaire sur la réalisation du film.
Bickford a été le premier invité à apparaître dans l'émission de radio Internet Pussyfoot[réf. nécessaire]. 
En 2010, il fait de rares apparitions dans plusieurs villes européennes à l'invitation du festival du film Offscreen de Bruxelles et du cinéma Nova.
Le 1er septembre 2015, Cas'l sort en DVD. La plupart des animations originales avaient été réalisées entre 1988 et 1997. Le film (ou des versions antérieures) avait déjà été présenté dans divers festivals à partir de 2008 avec un accompagnement musical en direct, car la bande sonore finale n'avait pas encore été créée.
Il meurt le 28 avril 2019 à 72 ans